# Artur Brauner
Pour les articles homonymes, voir Brauner.
Artur Brauner, dit Atze Brauner, né Abraham Brauner le 1er août 1918 à Łódź (Royaume de Pologne) et mort le 7 juillet 2019 à Berlin (Allemagne), est un producteur allemand d'origine polonaise, fondateur de la compagnie de production CCC-Film. Il a produit plus de 300 films, dont plusieurs grands succès consacrés à la mémoire de la Shoah, comme Europa, Europa d'Agnieszka Holland, mais également la série de western allemands sur le héros amérindien Winnetou.

## Biographie
Fils de Moshe et Brana Brauner, Abraham Brauner est né le 1er août 1918 à Łódź au sein d'une famille juive. Son père était un grossiste en bois. Brauner a fréquenté un lycée d'enseignement général à Łódź, où il a obtenu son baccalauréat et adopté le prénom Artur, puis a étudié dans l'Ecole polytechnique jusqu'à l'attaque allemande contre la Pologne en septembre 1939. Avec ses parents et ses quatre frères et sœurs, il s'est enfui en Union soviétique et a survécu à la Shoah. Après la guerre, lui et son frère, Wolf Brauner, émigrent à Berlin de l'Ouest sous contrôle américain, ses parents et trois de ses frères et sœurs émigrent en Israël. Sur 49 de ses proches qui ont péri aux mains des nazis, 12 ont été tués au ravin de Babi Yar en Ukraine.
Artur Brauner était marié depuis 1947 à Theresa Albert (surnommée Maria) et ils eurent  ensemble quatre enfants.
Alors qu’il était encore un jeune homme, il a vu Le testament du Dr Mabuse de Fritz Lang au cinéma, film qui l'a beaucoup impressionné, faisant croître son intérêt naissant pour le cinéma. En septembre 1946, il fonde la société de production Central Cinema Company ou CCC-Films. Il a produit Sag’ die Wahrheit (de), l'un des premiers films produits en Allemagne d’après-guerre, suivi de Morituri, un échec commercial qui l'a endetté. Brauner s'est rendu compte que pour produire des films pouvant prétendre à un succès critique, il devait en compenser les pertes en produisant des films peu prestigieux, mais à grand public. Il a par son activité et ses succès fait revenir de nombreux Allemands qui s’étaient exilés à Hollywood aux USA, tels que Robert Siodmak et plus tard Fritz Lang, qui ont initié le renouveau du Dr Mabuse.
En 2009, Yad Vashem a reçu un don de 21 productions de Brauner ayant trait à la Shoah, dont Die Weiße Rose, Le 20 juillet (film sur la  tentative d'assassinat d’Adolf Hitler, l’Opération Walkyrie), ainsi que Man and Beast (Mensch und Bestie). En 2010, Yad Vashem a ouvert un centre de presse au nom de Brauner. Artur Brauner l'a qualifié de « réalisation suprême de ma carrière cinématographique ».
Artur Brauner était un membre éminent de la communauté juive de Berlin, où il est décédé le 7 juillet 2019.

## Distinctions
- Officier de l'ordre du Mérite de la République fédérale d'Allemagne
- Caméra de la Berlinale en hommage à ses réalisations, à la Berlinale de 2003
- 2 Golden Globe Awards
- Academy Award pour sa coproduction du film Le Jardin des Finzi-Contini de Vittorio De Sica

## Filmographie
- 1946 : Sag’ die Wahrheit (de)
- 1947 : Herzkönig
- 1948 : Morituri
- 1949 : Hand und Hände
- 1949 : Vergleichen Sie bitte
- 1949 : Mädchen hinter Gittern

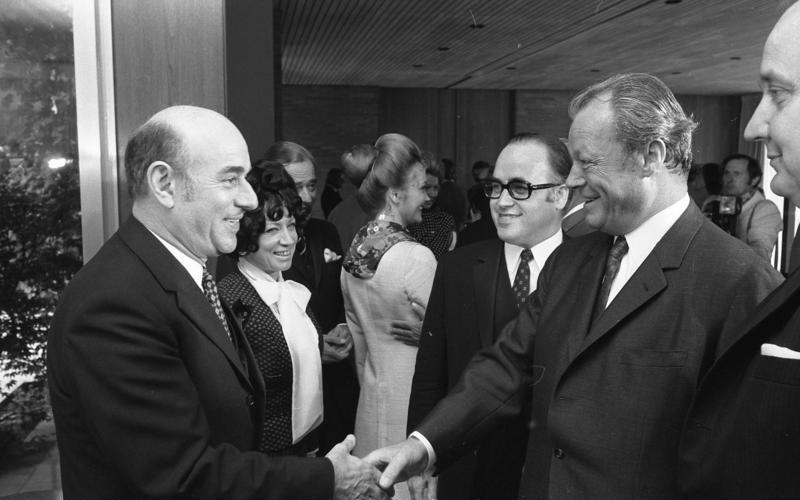
Artur Brauner (à gauche) et le chancelier Willy Brandt en 1971.

- 1949 : Man spielt nicht mit der Liebe
- 1950 : Fünf unter Verdacht
- 1950 : Maharadscha wider Willen
- 1950 : Épilogue - Le mystère de l'Orplid (Epilog: Das Geheimnis der Orplid)
- 1951 : Unschuld in tausend Nöten
- 1951 : Sündige Grenze
- 1951 : Schwarze Augen
- 1952 : Dem deutschen Volke
- 1952 : Der keusche Lebemann
- 1952 : Man lebt nur einmal
- 1952 : Die Spur führt nach Berlin
- 1953 : Der Onkel aus Amerika
- 1953 : Hollandmädel
- 1953 : Die Kaiserin von China
- 1953 : Die Privatsekretärin
- 1954 : Der Raub der Sabinerinnen
- 1954 : Meine Schwester und ich
- 1954 : Die große Starparade
- 1954 : Le Tzarévitch (Der Zarewitsch)
- 1954 : Roman eines Frauenarztes
- 1955 : Liebe ohne Illusion
- 1955 : Stern von Rio
- 1955 : Le 20 Juillet (Der 20. Juli)
- 1955 : Les Rats (Die Ratten)
- 1955 : Der Hauptmann und sein Held
- 1955 : Hotel Adlon
- 1955 : Les héros sont fatigués
- 1955 : Du mein stilles Tal
- 1955 : Liebe, Tanz und 1000 Schlager
- 1956 : Kronborg, court métrage
- 1956 : Le Diable en personne (Teufel in Seide) de Rolf Hansen
- 1956 : Studentin Helene Willfüer
- 1956 : Das Bad auf der Tenne
- 1956 : Frucht ohne Liebe
- 1956 : Der erste Frühlingstag
- 1956 : Vor Sonnenuntergang
- 1956 : Mein Vater, der Schauspieler
- 1956 : La Reine du music-hall (Du bist Musik)
- 1956 : Liebe
- 1956 : Les Demi-sel (Die Halbstarken)
- 1956 : Anastasia, la dernière fille du tsar (Anastasia, die letzte Zarentochter)
- 1956 : Musikparade
- 1956 : Ein Mann muß nicht immer schön sein
- 1956 : Die schöne Meisterin
- 1956 : Das alte Försterhaus
- 1956 : Suprema confessione
- 1957 : Tooooor
- 1957 : Die Welt baut Berlin
- 1957 : Wie ein Sturmwind
- 1957 : Die Unschuld vom Lande
- 1957 : Die Letzten werden die Ersten sein
- 1957 : Kindermädchen für Papa gesucht
- 1957 : Siebenmal in der Woche
- 1957 : Das einfache Mädchen
- 1957 : Einmal eine grosse Dame sein
- 1957 : Au revoir Franziska (Auf Wiedersehen, Franziska!)
- 1957 : Liebe, Jazz und Übermut
- 1957 : Les Frénétiques (Die Frühreifen)
- 1957 : ...und führe uns nicht in Versuchung
- 1957 : Der Graf von Luxemburg
- 1958 : Ainsi sont les hommes (Wenn Frauen schwindeln)
- 1958 : Italienreise – Liebe inbegriffen
- 1958 : ...und abends in die Scala
- 1958 : Gestehen Sie, Dr. Corda!
- 1958 : Ça s'est passé en plein jour (Es geschah am hellichten Tag)
- 1958 : Münchhausen in Afrika
- 1958 : Les Italiens sont fous (Gli italiani sono matti) de Duilio Coletti et Luis María Delgado
- 1958 : Jeunes filles en uniforme (Mädchen in Uniform)
- 1958 : Macumba
- 1958 : Petersburger Nächte
- 1958 : Der Mann im Strom
- 1958 : Der Czardas-König
- 1958 : Ihr 106. Geburtstag
- 1958 : Wehe, wenn sie losgelassen
- 1958 : Ósmy dzień tygodnia
- 1958 : Der Stern von Santa Clara
- 1958 : Das verbotene Paradies
- 1958 : Ohne Mutter geht es nicht
- 1958 : Polikuschka
- 1958 : Kleine Leute mal ganz groß
- 1958 : Scala - total verrückt
- 1959 : Hauptstädte Europas: Kopenhagen
- 1959 : Hier bin ich - hier bleib' ich
- 1959 : Le Tigre du Bengale (Der Tiger von Eschnapur)
- 1959 : Was eine Frau im Frühling träumt
- 1959 : Le Tombeau hindou (Das indische Grabmal)
- 1959 : Une fusée vers l'amour (de) (Zurück aus dem Weltall)
- 1959 : Lockvogel der Nacht
- 1959 : Peter décroche la timbale (Peter schießt den Vogel ab)
- 1959 : Und das am Montagmorgen
- 1959 : La Paloma
- 1959 : Mademoiselle Ange
- 1959 : Melodie und Rhythmus
- 1959 : Aus dem Tagebuch eines Frauenarztes
- 1959 : Grand hôtel (Menschen im Hotel)
- 1959 : Das blaue Meer und Du
- 1959 : R.P.Z. appelle Berlin (Geheimaktion Schwarze Kapelle)
- 1959 : Du bist wunderbar
- 1959 : SOS - Train d'atterrissage bloqué (Abschied von den Wolken)
- 1959 : Le Gang descend sur la ville (de) (Am Tag, als der Regen kam)
- 1959 : Marili
- 1959 : Alt Heidelberg
- 1960 : Cambriolage en musique (Kein Engel ist so rein)
- 1960 : Liebling der Götter
- 1960 : Les Mystères d'Angkor (Die Herrin der Welt - Teil I)
- 1960 : Les Mystères d'Angkor (Die Herrin der Welt - Teil II)
- 1960 : Marina
- 1960 : Scheidungsgrund: Liebe
- 1960 : Le Diabolique docteur Mabuse (Die 1000 Augen des Dr. Mabuse)
- 1960 : Stefanie in Rio
- 1960 : Le Brave Soldat Chvéïk
- 1960 : Bis daß das Geld euch scheidet
- 1960 : L'Inassouvie (Un amore a Roma)
- 1960 : Wir wollen niemals auseinandergehen
- 1960 : Sabine und die 100 Männer
- 1960 : O sole mio (de)
- 1961 : Solunski atentatori
- 1961 : Und sowas nennt sich Leben
- 1961 : Lebensborn
- 1961 : Vendredi 13 heures (World in My Pocket)
- 1961 : Zu jung für die Liebe?
- 1961 : Eichmann und das Dritte Reich
- 1961 : Die Ehe des Herrn Mississippi
- 1961 : La Grande Roue (Das Riesenrad)
- 1961 : Via Mala
- 1961 : Immer Ärger mit dem Bett
- 1961 : Filles perdues (Die Schatten werden länger)
- 1961 : Adieu, Lebewohl, Goodbye
- 1961 : Robert und Bertram
- 1961 : Unter Ausschluß der Öffentlichkeit
- 1961 : Le Retour du docteur Mabuse (Im Stahlnetz des Dr. Mabuse)
- 1961 : C'est pas toujours du caviar (Es muß nicht immer Kaviar sein)
- 1961 : Top secret - C'est pas toujours du caviar (Diesmal muß es Kaviar sein)
- 1961 : Ramona
- 1961 : Auf Wiedersehen
- 1962 : Café Oriental
- 1962 : Le Secret des valises noires (Das Geheimnis der schwarzen Koffer)
- 1962 : L'Invisible docteur Mabuse (Die unsichtbaren Krallen des Dr. Mabuse)
- 1962 : Frauenarzt Dr. Sibelius
- 1962 : Échec à la brigade criminelle (Das Testament des Dr. Mabuse)
- 1962 : Le Livre de San Michele (Axel Munthe - Der Arzt von San Michele)
- 1962 : La Vengeance du docteur Corrie
- 1962 : Sherlock Holmes et le Collier de la mort (Sherlock Holmes und das Halsband des Todes)
- 1962 : La Blonde de la station 6 (Station Six-Sahara)
- 1963 : Der Fluch der gelben Schlange
- 1963 : Frühstück im Doppelbett
- 1963 : Verführung am Meer
- 1963 : Der Würger von Schloß Blackmoor
- 1963 : Je le veux vivant (de)
- 1963 : Mabuse attaque Scotland Yard (Scotland Yard jagt Dr. Mabuse)
- 1963 : Le Bourreau de Londres (Der Henker von London)
- 1964 : Das Phantom von Soho (de)
- 1964 : Les Cavaliers rouges (Old Shatterhand)
- 1964 : Ein Frauenarzt klagt an
- 1964 : Das Ungeheuer von London-City
- 1964 : Au pays des Skipétars (Der Schut)
- 1964 : Freddy und das Lied der Prärie
- 1964 : Les Rayons de la mort du Dr. Mabuse (Die Todesstrahlen des Dr. Mabuse)
- 1964 : Fanny Hill (en)
- 1964 : Das siebente Opfer (de)
- 1964 : Der Fall X 701 (de)
- 1965 : Les Mercenaires du Rio Grande (Der Schatz der Azteken)
- 1965 : Genghis Khan
- 1965 : Die Pyramide des Sonnengottes
- 1965 : L'Enfer du Manitoba (Die Hölle von Manitoba)
- 1965 : Mädchen hinter Gittern
- 1965 : Mission dangereuse au Kurdistan (Durchs wilde Kurdistan) de  Franz Josef Gottlieb
- 1965 : Im Reiche des silbernen Löwen
- 1966 : The Boy Cried Murder
- 1966 : Wer kennt Johnny R.?
- 1966 : La Malle du Caire (Trunk to Cairo)
- 1966 : Der Arzt stellt fest...
- 1966 : Lange Beine – lange Finger
- 1966 : La Vengeance de Siegfried (Die Nibelungen, Teil 1 - Siegfried)
- 1967 : Les Corrompus (The Peking Medallion)
- 1967 : La Vengeance de Siegfried (Die Nibelungen, Teil 2 - Kriemhilds Rache)
- 1967 : Opération Re Mida (Lucky, el intrépido)
- 1967 : Die Zeugin aus der Hölle
- 1967 : Das kleine Teehaus, téléfilm
- 1967 : Herrliche Zeiten im Spessart
- 1967 : Deux billets pour Mexico
- 1967 : Rheinsberg
- 1968 : Heißer Sand auf Sylt
- 1968 : Straßenbekanntschaften auf St. Pauli
- 1968 : Tuvia Vesheva Benotav (Tevye and His Seven Daughters)
- 1968 : Erotik auf der Schulbank
- 1968 : Shalako
- 1968 : Columna
- 1968 : L'Enfer de la guerre (Commandos)
- 1968 : Le Trésor de la vallée de la mort (Winnetou und Shatterhand im Tal der Toten)
- 1968 : Pour la conquête de Rome I (Kampf um Rom I)
- 1968 : L'Astragale
- 1969 : Pour la conquête de Rome II (Kampf um Rom II - Der Verrat)
- 1969 : Contronatura
- 1969 : Josefine - das liebestolle Kätzchen
- 1969 : Die Hochzeitsreise
- 1969 : Le Divin Marquis de Sade (De Sade)
- 1970 : L'Oiseau au plumage de cristal (L'uccello dalle piume di cristallo)
- 1970 : Le Vent d'est
- 1970 : La mort remonte à hier soir (La morte risale a ieri sera)
- 1970 : Michel Strogoff (Strogoff)
- 1970 : Le Jardin des Finzi-Contini (Il giardino dei Finzi Contini)
- 1971 : Der Teufel kam aus Akasava
- 1971 : Prince noir (Black Beauty)
- 1971 : Vampyros Lesbos
- 1971 : X 312 - Vol pour l'enfer (lb) (X 312 – Flug zur Hölle)
- 1971 : Crimes dans l'extase
- 1972 : Zum zweiten Frühstück: Heiße Liebe
- 1972 : Jungfrauen-Report
- 1972 : Gelobt sei, was hart macht
- 1972 : L'etrusco uccide ancora
- 1972 : Hochzeitsnacht-Report
- 1972 : Lilli - die Braut der Kompanie
- 1972 : 3 filles nues dans l'île de Robinson (Robinson und seine wilden Sklavinnen)
- 1972 : L'Île au trésor (Treasure Island)
- 1972 : Der Todesrächer von Soho
- 1972 : L'Appel de la forêt (The Call of the Wild)
- 1972 : Dr. M schlägt zu
- 1973 : Le Premier Cercle (Den foerste kreds)
- 1975 : Sie sind frei, Doktor Korczak
- 1975 : Zwei Teufelskerle auf dem Weg ins Kloster
- 1976 : Folies bourgeoises
- 1976 : Néa
- 1976 : L'Appât (Zerschossene Träume)
- 1976 : Le Jour de gloire
- 1978 : Deux Heures de colle pour un baiser (Leidenschaftliche Blümchen) d'André Farwagi
- 1978 : Enigma rosso
- 1979 : Die Totenschmecker
- 1980 : Kreuzberger Liebesnächte
- 1980 : Heiße Kartoffeln
- 1980 : Un flic rebelle (Poliziotto solitudine e rabbia)
- 1981 : Pinups und ein heißer Typ
- 1981 : Charlotte
- 1981 : Nach Mitternacht
- 1982 : La Passante du Sans-Souci
- 1982 : La Rose blanche (Die weiße Rose)
- 1983 : SAS à San Salvador
- 1983 : Plem, Plem - Die Schule brennt
- 1983 : Un amour en Allemagne
- 1984 : Annas Mutter
- 1984 : Wedle wyroków twoich...
- 1985 : Amère Récolte
- 1985 : A.I.D.S. Trop jeune pour mourir (Gefahr für die Liebe - Aids)
- 1987 : Der Stein des Todes
- 1988 : Hanussen
- 1989 : La Roseraie (The Rose Garden) de Fons Rademakers
- 1990 : Europa Europa
- 1991 : L'Homme traqué
- 1992 : Warszawa, année 5703
- 1992 : Le Mirage
- 1993 : Greshnitsa v maske
- 1995 : Russian Roulette - Moscow 95
- 1995 : Superbrain
- 1996 : From Hell to Hell
- 1996 : The Children of Captain Grant
- 2000 : Kasachstan Lady
- 2000 : Apokalypse 99 - Anatomie eines Amokläufers
- 2002 : The Devil Who Called Himself God
- 2003 : Babiy Yar
- 2006 : Der letzte Zug